# Континентальные туры UCI
UCI Continental Circuits — континентальные соревнования по шоссейному велоспорту, проводимые под эгидой Международного союза велосипедистов. В 2004 году Союз решил структурировать велосоревнования по всему миру и были созданы UCI Pro Tour (позже заменённый UCI World Tour, включающем 26 важнейших велогонок мира) и 5 континентальных соревнований в Европе, Америке, Азии, Африке и Океании. Также целью ставилась популяризация шоссейного велоспорта за пределами Европы. В настоящий момент в континентальные соревнования входят более 400 гонок по всему миру. Соревновательный сезон начинается в октябре, а завершается на разных континентах по-разному, от января до октября следующего года. По результатам гонок лучшие велогонщики получают рейтинговые очки, которые суммируются. В конце сезона по ним определяется лучший гонщик, велокоманда и страна.

## Команды
Лучшие велокоманды мира получают лицензию UCI Pro Tour. Однако лицензий всего 18, в то время как желающих больше. МСВ объявляет о присвоении лицензий в конце ноября, и команды, не вошедшие в эти 18, автоматически получают лицензию Профессиональной континентальной команды (UCI Professional Continental Team). Некоторые команды не намереваются попасть в ПроТур и подают заявку сразу на континентальную лицензию. Для получения этой лицензии нужно соответствовать определённым критериям, главным из которых является финансовый: нужно предъявить контракты со спонсорами, обеспечивающие функционирование команды. Также требованием является наличие не менее 14 велогонщиков с профессиональными лицензиями, двух менеджеров и трёх прочих представителей штаба; все должны иметь контракт не менее чем на год вперёд. На данный момент лицензию Профессиональной континентальной команды имеют 22 коллектива: китайский Champion System, 4 американских и 17 европейских. Эти команды могут участвовать в Протуровских гонках, если получают приглашение от организаторов конкретной гонки.
Другим типом лицензии является лицензия Континентальной команды (UCI Continental Team). Этих команд гораздо больше, требования к ним определяют национальные федерации велоспорта. За них участвуют не только профессиональные гонщики, но и любители. Таких команд более сотни, большинство из них европейские; в Африке всего одна команда — южноафриканская «MTN Energade». Команды одной части света имеют право выступать в Туре другой. Кроме команд в гонках также участвуют гонщики, представляющие национальные сборные.

## Гонки
Велогонки Континентального тура имеют категорию вида X.Y, получаемую в зависимости от продолжительности и престижа гонки. До точки стоят цифры 1 (однодневная гонка) или 2 (многодневная). После точки класс гонки: HC (высший), 1 и 2. Например, Гран-при Москвы имеет категорию 1.2 — однодневная велогонка второго класса. Кроме того, часто встречаются классы Ncup (юношеская) и 2U (молодёжная).
Класс влияет на очки, разыгрываемые в гонке:
- Высший: от 100 до 3 очков для 15 лучших гонщиков по итогам гонки; от 20 до 2 очков для 8 лучших по итогам этапа; 10 очков за лидерство в гонке.
- 1-й: от 80 до 3 очков для 12 лучших по итогам гонки; от 16 до 2 очков для 6 лучших по итогам этапа; 8 очков за лидерство в гонке.
- 2-й: от 40 до 3 очков для 8 лучших по итогам гонки; от 8 до 2 очков для 3 лучших по итогам этапа; 4 очка за лидерство в гонке.

## UCI Africa Tour
Африканский Тур начинается в октябре и завершается в июле следующего года.

### Победители
| Сезон     | Победитель             | Страна победителя | Команда победителя           | Лучшая страна | Лучшая команда                              |
| --------- | ---------------------- | ----------------- | ---------------------------- | ------------- | ------------------------------------------- |
| 2004-2005 | Тиаан Каннемейер       | ЮАР               | Barloworld-Valsir            | ЮАР           | Barloworld-Valsir                           |
| 2005-2006 | Рабаки Жереми Уэдрагео | Буркина-Фасо      |                              | ЮАР           | Cycling Team Capec                          |
| 2006-2007 | Хассен Бен Нассер      | Тунис             |                              | ЮАР           | Barloworld                                  |
| 2007-2008 | Николас Уайт           | ЮАР               | Team MTN                     | ЮАР           | Team MTN                                    |
| 2008-2009 | Дэн Крейвен            | Намибия           | Rapha Condor                 | ЮАР           | Barloworld                                  |
| 2009-2010 | Абдельлатиф Саадоуне   | Марокко           |                              | Марокко       | MTN Energade                                |
| 2010-2011 | Адиль Джеллоуль        | Марокко           |                              | Марокко       | Groupement Sportif Pétrolier Algérie        |
| 2011-2012 | Тарик Хаауфи           | Марокко           |                              | Марокко       | MTN Qhubeka                                 |
| 2012-2013 | Адиль Джеллоуль (2)    | Марокко           |                              | Марокко       | MTN Qhubeka                                 |
| 2013-2014 | Мексеб Дебесай         | Эритрея           | Bike Aid–Ride for Help       | Марокко       | MTN Qhubeka                                 |
| 2015      | Салах Эддине Мраауни   | Марокко           | Марокко                      | Марокко       | Skydive Dubai Pro Cycling Team–Al Ahli Club |
| 2016      | Тесфом Окюбамариам     | Эритрея           | Sharjah Team                 | Эритрея       | Al Nasr Pro Cycling Team–Dubai              |
| 2017      | Вилли Смит             | ЮАР               | UC Nantes Atlantique         | Эритрея       |                                             |
| 2018      | Джозеф Ареруя          | Руанда            | Delko–Marseille Provence KTM | Эритрея       | Sovac–Natura4Ever                           |

## UCI America Tour
Американский Тур начинается в октябре и завершается в сентябре следующего года. До апреля все гонки проходят в Латинской Америке, затем также в США и Канаде.

### Победители
| Сезон     | Победитель                 | Страна победителя | Команда победителя                              | Лучшая страна | Лучшая команда                                  |
| --------- | -------------------------- | ----------------- | ----------------------------------------------- | ------------- | ----------------------------------------------- |
| 2004-2005 | Эдгардо Симон              | Аргентина         | Selle Italia-Colombia                           | Бразилия      | Health Net Presented by Maxxis                  |
| 2005-2006 | Хосе Серпа                 | Колумбия          | Selle Italia-Serramenti Diquigiovanni           | Колумбия      | Selle Italia-Serramenti Diquigiovanni           |
| 2006-2007 | Свейн Тафт                 | Канада            | Symmetrics Professional Cycling Team            | Колумбия      | Symmetrics Professional Cycling Team            |
| 2007-2008 | Мануэль Медина             | Венесуэла         |                                                 | США           | Team Garmin-Chipotle                            |
| 2008-2009 | Грегорио Ладино            | Колумбия          | Tecos de la Universidad Autónoma de Guadalajara | Венесуэла     | Serramenti PVC Diquigiovanni-Androni Giocattoli |
| 2009-2010 | Грегорио Ладино (2)        | Колумбия          |                                                 | Колумбия      | Funvic–Pindamonhangaba                          |
| 2010-2011 | Мигель Убето               | Венесуэла         |                                                 | Колумбия      | EPM–UNE                                         |
| 2011-2012 | Рори Сазерленд             | Австралия         | UnitedHealthcare                                | Колумбия      | Real Cycling Team                               |
| 2012-2013 | Ханьер Асеведо             | Колумбия          | Jamis–Hagens Berman                             | Колумбия      | UnitedHealthcare                                |
| 2013-2014 | Хуан Карлос Рохас Вильегас | Коста-Рика        | Frijoles Los Tierniticos-Arroz Halcón           | США           | Team SmartStop                                  |
| 2015      | Том Скуйиньш               | Латвия            | Hincapie Racing Team                            | Колумбия      | Rally Cycling                                   |
| 2016      | Грег Ван Авермат           | Бельгия           | BMC Racing Team                                 | Колумбия      | Holowesko Citadel Racing Team                   |
| 2017      | Сергей Цветков             | Румыния           | Jelly Belly–Maxxis                              | Колумбия      |                                                 |
| 2018      | Гэвин Мэннион              | США               | UnitedHealthcare                                | Колумбия      | UnitedHealthcare                                |

## UCI Asia Tour
Азиатский Тур начинается в октябре и завершается в сентябре следующего года.

### Победители
| Сезон     | Победитель          | Страна победителя | Команда победителя        | Лучшая страна | Лучшая команда            |
| --------- | ------------------- | ----------------- | ------------------------- | ------------- | ------------------------- |
| 2004-2005 | Андрей Мизуров      | Казахстан         | Cycling Team Capec        | Казахстан     | Giant Asia Racing Team    |
| 2005-2006 | Гадер Мизбани       | Иран              | Giant Asia Racing Team    | Иран          | Giant Asia Racing Team    |
| 2006-2007 | Хоссейн Аскари      | Иран              | Giant Asia Racing Team    | Иран          | Giant Asia Racing Team    |
| 2007-2008 | Хоссейн Аскари (2)  | Иран              | Tabriz Petrochemical Team | Япония        | Tabriz Petrochemical Team |
| 2008-2009 | Гадер Мизбани (2)   | Иран              | Tabriz Petrochemical Team | Казахстан     | Tabriz Petrochemical Team |
| 2009-2010 | Мехди Сохраби       | Иран              | Tabriz Petrochemical Team | Иран          | Tabriz Petrochemical Team |
| 2010-2011 | Мехди Сохраби (2)   | Иран              | Tabriz Petrochemical Team | Иран          | Tabriz Petrochemical Team |
| 2011-2012 | Хоссейн Ализаде     | Иран              | Tabriz Petrochemical Team | Казахстан     | Terengganu Cycling Team   |
| 2012-2013 | Хулиан Арредондо    | Колумбия          | Team Nippo-De Rosa        | Иран          | Tabriz Petrochemical Team |
| 2013-2014 | Самад Паурсеиди     | Иран              | Tabriz Petrochemical Team | Иран          | Tabriz Petrochemical Team |
| 2015      | Самад Паурсеиди (2) | Иран              | Tabriz Petrochemical Team | Иран          | Pishgaman–Giant           |
| 2016      | Марк Кавендиш       | Великобритания    | Dimension Data            | Иран          | Pishgaman–Giant           |
| 2017      | Маурисио Ортега     | Колумбия          | RTS–Monton Racing Team    | Казахстан     | UKYO                      |
| 2018      | Алексей Луценко     | Казахстан         | Astana Pro Team           | Казахстан     | Kinan Cycling Team        |

## UCI Europe Tour
Календарь Европейского Тура самый насыщенный, в него входят более трёхсот гонок. Гонки проводятся с конца января до середины октября.

### Победители
Лидером рейтинга Евротура является Джованни Висконти, трижды подряд становившийся победителем в сезонах с 2008—2009 по 2010—2011.
| Сезон     | Победитель           | Страна победителя | Команда победителя                        | Лучшая страна | Лучшая команда               |
| --------- | -------------------- | ----------------- | ----------------------------------------- | ------------- | ---------------------------- |
| 2004-2005 | Мурило Фишер         | Бразилия          | Naturino-Sapore di Mare                   | Италия        | Ag2r Prévoyance              |
| 2005-2006 | Нико Экхаут          | Бельгия           | Chocolade Jacques-Topsport Vlaanderen     | Италия        | Acqua & Sapone               |
| 2006-2007 | Алессандро Бертолини | Италия            | Serramenti PVC Diquigiovanni-Selle Italia | Италия        | Rabobank                     |
| 2007-2008 | Энрико Гаспаротто    | Италия            | Barloworld                                | Италия        | Acqua & Sapone-Caffè Mokambo |
| 2008-2009 | Джованни Висконти    | Италия            | ISD                                       | Италия        | Agritubel                    |
| 2009-2010 | Джованни Висконти    | Италия            | ISD–Neri                                  | Италия        | Vacansoleil                  |
| 2010-2011 | Джованни Висконти    | Италия            | Farnese Vini–Neri Sottoli                 | Италия        | FDJ                          |
| 2012      | Джон Дегенкольб      | Германия          | Argos-Shimano                             | Италия        | Saur-Sojasun                 |
| 2013      | Риккардо Цойдль      | Австрия           | Gourmetfein-Simplon                       | Франция       | Team Europcar                |
| 2014      | Том Ван Асбрук       | Бельгия           | Topsport Vlaanderen-Baloise               | Италия        | Topsport Vlaanderen-Baloise  |
| 2015      | Насер Буханни        | Франция           | Cofidis, Solutions Crédits                | Бельгия       | Topsport Vlaanderen-Baloise  |
| 2016      | Батист Планкарт      | Бельгия           | WB Veranclassic Aqua Protect              | Бельгия       | Wanty-Groupe Gobert          |
| 2017      | Насер Буханни        | Франция           | Cofidis, Solutions Crédits                | Франция       | Wanty-Groupe Gobert          |
| 2018      | Уго Хофстеттер       | Франция           | Cofidis, Solutions Crédits                | Бельгия       | Wanty-Groupe Gobert          |

## UCI Oceania Tour
Океанский Тур самый короткий: в сезоне 2011—2012 там прошли всего 4 гонки, все в Австралии и Новой Зеландии; две из них составили групповую и раздельную гонки Чемпионата Океании.

### Победители
| Сезон     | Победитель           | Страна победителя | Команда победителя                        | Лучшая страна  | Лучшая команда                            |
| --------- | -------------------- | ----------------- | ----------------------------------------- | -------------- | ----------------------------------------- |
| 2004-2005 | Роберт Маклахлан     | Австралия         | MG XPower Presented by BigPond            | Австралия      | MG XPower Presented by BigPond            |
| 2005-2006 | Гордон Макколи       | Новая Зеландия    | Successfulliving.com presented by Parkpre | Австралия      | Successfulliving.com presented by Parkpre |
| 2006-2007 | Роберт Маклахлан (2) | Австралия         | Drapac Porsche Development Program        | Австралия      | Drapac Porsche Development Program        |
| 2007-2008 | Хейден Рулстон       | Новая Зеландия    |                                           | Австралия      | SouthAustralia.com-AIS                    |
| 2008-2009 | Питер Макдональд     | Австралия         | Drapac Porsche Cycling                    | Австралия      | Drapac Porsche Cycling                    |
| 2009-2010 | Майкл Мэттьюс        | Австралия         | Team Jayco-Skins                          | Австралия      | Team Jayco-Skins                          |
| 2010-2011 | Ричард Лэнг          | Австралия         | Австралия (сборная)                       | Австралия      | Team Jayco-AIS                            |
| 2011-2012 | Пол Одлин            | Австралия         | Subway Cycling Team                       | Австралия      | Team Jayco-AIS                            |
| 2013      | Демиен Хоусон        | Австралия         |                                           | Австралия      | Huon Salmon-Genesys Wealth Advisers       |
| 2014      | Роберт Пауэр         | Австралия         | Австралия (сборная)                       | Австралия      | Avanti Racing Team                        |
| 2015      | Тейлор Ганмен        | Новая Зеландия    | Avanti Racing Team                        | Новая Зеландия | Avanti Racing Team                        |
| 2016      | Шон Лейк             | Австралия         | Avanti Racing Team                        | Австралия      | Avanti Racing Team                        |
| 2017      | Лукас Хэмильтон      | Австралия         | Mitchelton–BikeExchange                   | Австралия      |                                           |
| 2018      | Крис Харпер          | Австралия         | Bennelong SwissWellness Cycling Team      | Австралия      | Bennelong SwissWellness Cycling Team      |